# Boeing-Sikorsky RAH-66 Comanche
Le RAH-66 Comanche était un hélicoptère destiné à la reconnaissance armée, à l'attaque légère et au combat air-air, qui devait rejoindre les rangs de l'United States Army Aviation Branch. Le projet a été abandonné en 2004.

## Origines

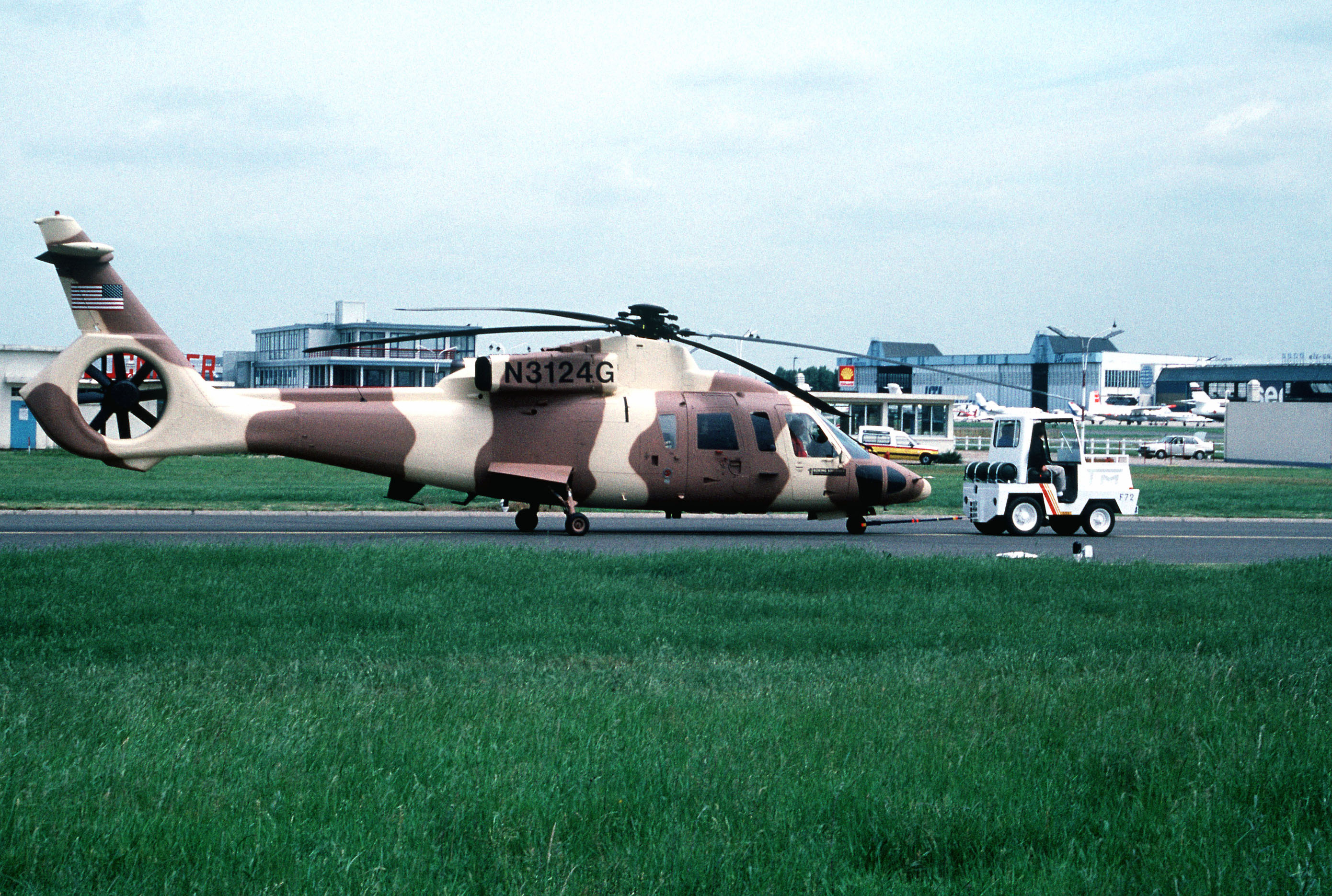
Un Sikorsky S-76 en 1991 testant le modèle de fenestron qui sera utilisé pour le Comanche.

En 1982, l'US Army met en place le programme Light Helicopter Experimental (LHX), annonçant qu'elle allait remplacer ses hélicoptères de reconnaissance-attaque-assaut UH-1 Huey, AH-1 Cobra, OH-6 et OH-58 Kiowa par un hélicoptère léger. Au départ, la commande devait porter sur 5 000 exemplaires, mais ce nombre baissa régulièrement au fil des années pour se situer aux alentours de 600, jusqu'à l'abandon du programme.
L'équipe Boeing/Sikorsky obtint le contrat pour trois appareils de démonstration et de validation le 5 avril 1991.
Le premier prototype vola le 4 janvier 1996.

## Caractéristiques

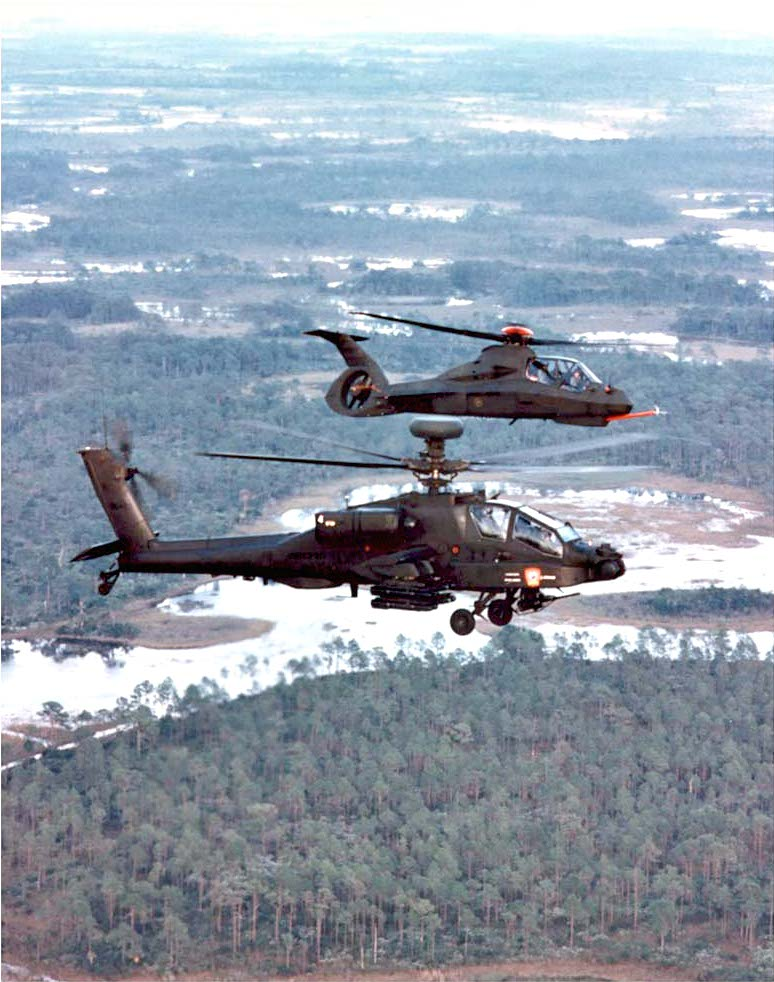
Un prototype du Comanche volant à côté d'un Apache.

Sa furtivité avait été particulièrement étudiée : emport des armes en soute, canon rétractable XM301 (en) de calibre 20 mm construit par General Dynamics, rotor anticouple de queue caréné et incliné utilisant le principe du fenestron développé par Sud-Aviation au milieu des années 1960, fuselage à plans inclinés, suppresseur de chaleur dans la poutre de queue, matériaux composites, rotor à cinq pales, train d'atterrissage rétractable, équipement défensif comprenant des détecteurs laser, infrarouges et d'émissions radar. Un tiers de la flotte devait être équipé d'un radar Longbow miniaturisé.
Résultat : par rapport à un AH-64 Apache, la signature radar était 600 fois plus faible, la signature infrarouge quatre fois plus faible et le niveau sonore deux fois plus faible. En pratique, le Comanche aurait pu s'approcher quatre fois plus près d'une cible sans être repéré.

## Abandon du programme
Le projet Comanche a été annulé par l'armée américaine en février 2004 en raison de son coût exorbitant : 6,9 milliards de dollars (soit 
9 milliards actuels) avaient déjà été investis en recherche et développement. 
Le budget prévisionnel avait été dépassé de 30 % et le prix unitaire final de l'appareil approchait les 60 millions de dollars ; de plus, la mise en service n'était planifiée que pour 2009, soit avec trois ans de retard. Le département de la Défense avait prévu de dépenser 14 milliards de dollars entre 2004 et 2011 pour en construire 121.
Un autre point important était le fait que le Comanche ne répondait plus aux besoins du moment : sa furtivité était intéressante pendant la guerre froide, mais dans les conflits impliquant les Américains depuis les années 1990 (Afghanistan, Irak…), les hélicoptères ne rencontraient pas ou peu d'armements antiaériens contre lesquels la furtivité aurait été utile. Ainsi, la plupart des appareils abattus en Afghanistan et en Irak l'ont été par des armes légères et des lance-roquettes RPG-7. 
Resté au stade de prototype, seuls deux exemplaires furent construits, qui sont depuis stockés au United States Army Aviation Museum.
Les technologies développées serviront toutefois aux futures versions des AH-64, ainsi qu'aux programmes ultérieurs d'hélicoptères de combat.
En 2024, après un total de cinq programmes d'hélicoptères de reconnaissance armée lancés depuis les années 1970 qui ont échoué, l'US Army abandonne ce concept.

## Culture populaire
- Dans le jeu vidéo ARMA III le RAH-66 apparaît en tant qu'AH-99, il est pilotable.
- Dans le jeu vidéo Command and Conquer: Generals, le Comanche est un hélicoptère de soutien aérien polyvalent. Puisque le jeu est sorti en 2003 et qu'il envisageait un futur dans les années 2020, l'aéronef y a été inclus. Dans son extension Heure H, le Comanche peut être amélioré pour devenir furtif, exactement comme l'original.
- Le RAH-66 Comanche fut l'objet d'une série de jeux vidéo, intitulés Comanche à Comanche IV, jeux de simulation de pilotage d'hélicoptère.
- Dans le jeu Jungle Strike, l'hélicoptère que l'on pilote est un Comanche.
- Dans le film Hulk (2003), celui-ci est attaqué par des hélicoptères Comanche.
- Dans le jeu vidéo Dino Crisis 2, vers la moitié du jeu, les personnages principaux (David et Regina) échappent à une embuscade tendue par des raptors grâce à un ami pilotant un Comanche.
- Dans le jeu Call of Duty: Black Ops II, le RAH-66 apparait en tant que bonus de série d'éliminations (Scorestreaks) en sous l'étiquette "Aéronef furtif".
- Les jeux Enemy Engaged Comanche vs Hokum sortis en 2000 et toujours supportés par une équipe de moddeurs, et Enemy Engaged 2 sorti en 2007, permettent de piloter des RAH-66 Comanche en simulation et lors de missions de campagne.
- Dans le jeu Act of War: Direct Action et son extension High Treason, le Comanche est l'hélicoptère furtif de combat de la Task Force Talon.
- La ligne de figurines Action Man par Hasbro présente un hélicoptère fictif, le Maxicopter, directement inspiré du design du Comanche.
- Dans le jeu Conflict of Nations: World War 3 de Bytro Labs, il apparaît en tant qu'hélicoptère d'élite dans l'arbre de recherche de la doctrine de l'Ouest.
- Dans le jeu War Thunder de Gaijin le comanche apparaît comme véhicule "premium" de l'arbre américain